# 鎖定螢幕
，或稱鎖定畫面，是一款在各個作業系統都有得到應用的用户界面。它們透過要求用戶進行特定操作，來實現存取控制。用戶可能需要在锁定螢幕上輸入密碼、特定的組合按鍵，或使用裝置的觸控式螢幕來進行手势识别，才能解鎖裝置，存取特定內容。
锁定螢幕的介面設計各有不同。有些锁定螢幕只是一个簡單的登录屏幕。不過也有些锁定螢幕會顯示目前時間、日期、天氣、推送、後台媒體控制界面、應用程式捷徑（比如開啟相機的捷徑）、用戶自行輸入的資訊。

## 各個平台的锁定螢幕

### 行動作業系統

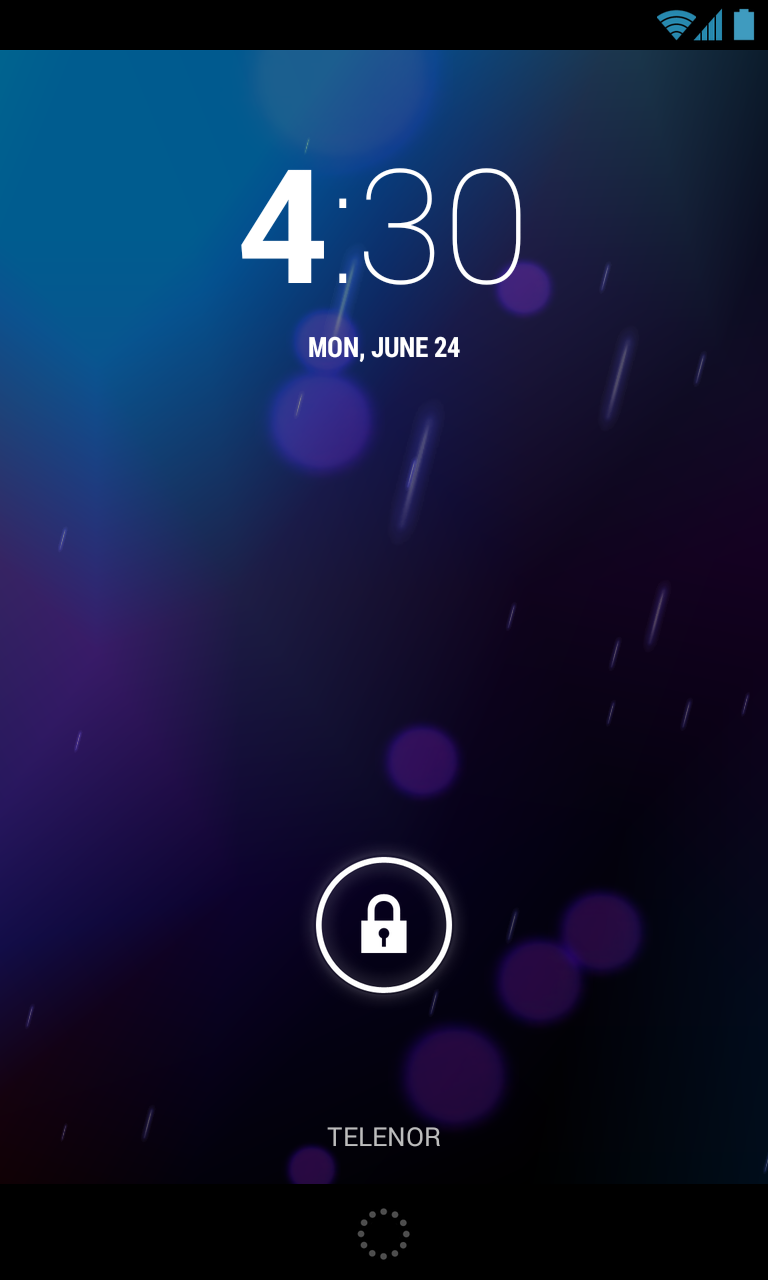
Android 4.3的锁屏；上述裝置可透過拖拽圓形挂锁圖標來解鎖。

智能手机及平板電腦一般都是採用建基於手勢的锁定螢幕。由Neonode生產的手機需透過向右滑動觸控式螢幕來解鎖。蘋果公司的iPhone及iPad在iOS 10之前，也是採用類近機制來解鎖——把螢幕向右滑動。自iOS 5开始，向另一個方向滑動則會開啟「相機」。到了iOS 7，設計者為了配合全新的視覺設計風格，而決定移除滑塊；用戶仍可透過滑動螢幕來解鎖。鎖定畫面上亦會顯示日期、時間、最新通知、音频控制介面。iOS 10的鎖定畫面改動了不少，其不用手勢識別去作解鎖觸發機制 ，改以Home鍵來解鎖。用戶仍可以滑動螢幕的方式來開啟「相機」。向右滑則會開啟左邊的小工具頁面。由於iPhone X及iPad Pro取消了實體Home鍵，故用戶需透過從屏幕底部向上滑動來解鎖。
起初Android並沒有採用建基於手勢的锁定螢幕，使用者需按下手机的菜单键來解鎖。到了Android 2.0，才有了锁定螢幕。它左右兩邊各有一個圖標：一个用於解鎖，另一个則用於设置音量。把圖標拖至曲线条中間位置即可使用相關功能。在Android 2.1，開發者移除了曲线条，改用兩條放在左右兩端的直條去進行上述操作。Android 3.0則採用了全新的設計：要把圓形挂锁圖標拖至一個大圓形外才可解鎖。在Android 4.0，用戶可以滑動螢幕的方式來開啟「相機」。在Android 4.1則可以透過向上滑動進入Google搜尋頁面。Android 4.2的锁定螢幕出現了更進一步的轉變，使得用戶可以透過從左下角往右滑動，開啟小工具頁面。從右下角往左滑動則能開啓「相機」。Android的鎖定類型有密碼鎖定、PIN碼鎖定、圖形鎖定、指紋鎖定、人臉鎖定。
其他厂商的Android手機通常採用與原生Android不同的锁定螢幕設計：HTC Sense的部分版本透過拖動下方的金属环來解鎖，部分應用程式亦可透過拖動圖標至金属环的方式開啟。三星設備則只要在锁定螢幕上任意滑動即可解鎖（装有TouchWiz Nature的設備則會額外加入涟漪或炫光效果）。三星的锁定螢幕跟HTC有共通之處，上面同樣可以加入應用程式捷徑。
一些廣告軟體會劫持預設锁定螢幕，在上面顯示廣告。2017年11月，Play 商店正式禁止非锁定螢幕應用程式在锁定螢幕上顯示廣告。

### 桌上作業系統
在Windows NT，用戶已可透過操作「鎖定」一台電腦。在鎖定後會顯示登入畫面，用戶需輸入正確密碼才能解鎖。從Windows XP開始，用戶可以改以快捷键⊞ Win+L進行鎖定操作。為了使Windows 8更為貼近行動作業系統，開發者重新設計了它的鎖定畫面，並容許用户自行選擇鎖定畫面的背景。此外鎖定畫面还会显示时钟、行事曆、來自應用程式的通知。用戶需透過向上拖動鼠標或觸摸屏來解鎖裝置。Windows 10的鎖定畫面設計與Windows 8類同。用戶還可以在其鎖定畫面上使用Cortana智能個人助理。它的背景圖片則可以幻燈片秀的方式定時轉換，或由Windows焦點提供。
部分类Unix系统的鎖定畫面建基於像XScreenSaver和gnome-screensaver般的螢幕保護裝置。